# Чудеса света
На протяжении веков люди составляли самые различные списки чудес света, чтобы выделить из общего числа наиболее выдающиеся творения природного совершенства. Чаще всего такие списки ограничивались семью лауреатами вслед за древними семью чудесами света, но также встречаются и более расширенные или узкие перечни.

## Три чуда по Геродоту

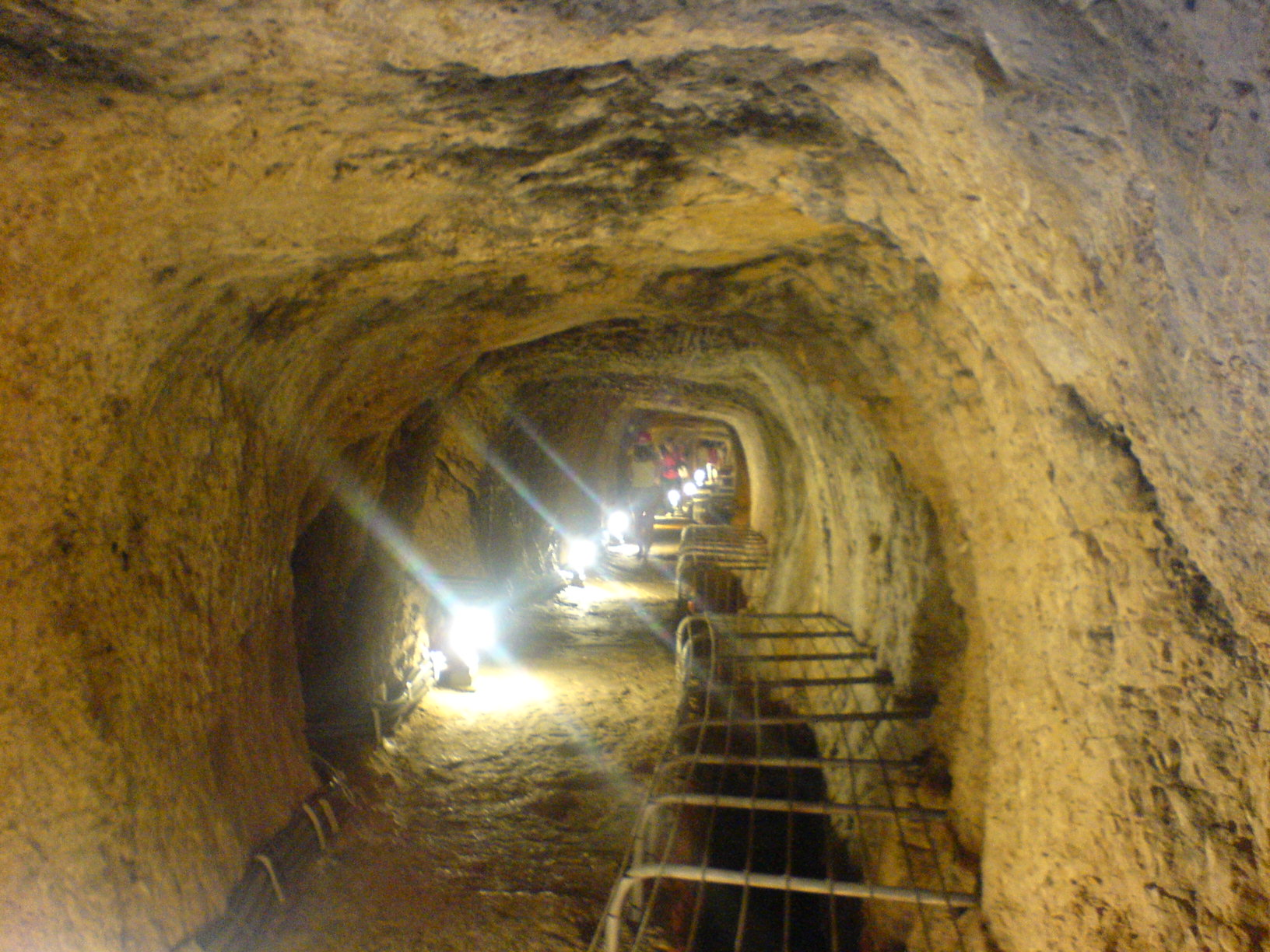
Самосский акведук

Возможно, первый подобный список составил Геродот ещё в V веке до н. э. В своих трудах «отец истории» перечисляет три чуда острова Самос, который в античные времена являлся центром ионийской культуры. Вот эти чудеса:
- Акведук в виде тоннеля (километровый водопровод снабжал город чистой водой);
- Дамба в порту на острове (была предназначена для защиты побережий, не сохранилась);
- Храм богини Геры.

## Семь чудес света античного мира

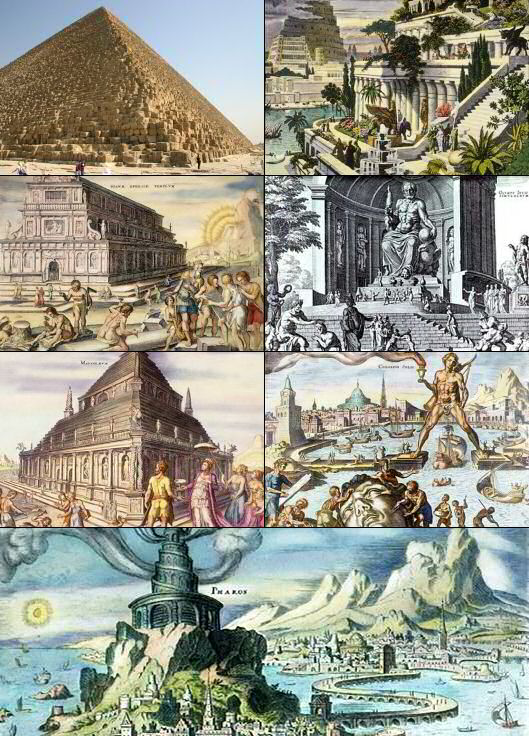
Семь чудес света

Примерно в III веке до н. э. сформировался классический список из семи чудес света:
- Пирамида Хеопса (Гиза, 2550 г. до н. э.),
- Висячие сады Семирамиды (Вавилон, 600 г. до н. э.),
- Статуя Зевса в Олимпии (Олимпия, 435 г. до н. э.),
- Храм Артемиды Эфесской (Эфес, 550 г. до н. э.),
- Мавзолей в Галикарнасе (Галикарнас, 351 г. до н. э.),
- Колосс Родосский (Родос, между 292 и 280 гг. до н. э.),
- Александрийский маяк (Александрия, III век до н. э.),

## Современные семь чудес света
В 2001 году стартовал проект некоммерческой организации New Open World Corporation, который был призван выявить современные семь чудес Света. При этом, было решено определять отдельно архитектурные и природные чудеса. Победители в первой категории определились 7 июля 2007 года. Победители во второй категории стали известны в 2011 году.

### Рукотворные чудеса света
| Название                 | Регион           | Местоположение           | Изображение |
| ------------------------ | ---------------- | ------------------------ | ----------- |
| Колизей                  | Европа           | Рим, Италия              |             |
| Великая китайская стена  | Азия             | Китай                    |             |
| Мачу-Пикчу               | Южная Америка    | Перу                     |             |
| Петра                    | Азия             | Иордания                 |             |
| Тадж-Махал               | Азия             | Агра, Индия              |             |
| Статуя Христа-Искупителя | Южная Америка    | Рио-де-Жанейро, Бразилия |             |
| Чичен-Ица                | Северная Америка | Юкатан, Мексика          |             |

### Чудеса природного мира
| Название                        | Тип               | Местоположение                                                                         | Изображение |
| ------------------------------- | ----------------- | -------------------------------------------------------------------------------------- | ----------- |
| Амазонка и амазонские джунгли   | Река Местность    | Боливия · Бразилия · Венесуэла · Гайана · Колумбия · Перу · Суринам · Гвиана · Эквадор |             |
| Бухта Халонг                    | Бухта             | Вьетнам                                                                                |             |
| Игуасу                          | Водопады          | Аргентина · Бразилия                                                                   |             |
| Остров Чеджу                    | Остров            | Республика Корея                                                                       |             |
| Комодо                          | Национальный парк | Индонезия                                                                              |             |
| Подземная река Пуэрто-Принсеса  | Карстовые пещеры  | Филиппины                                                                              |             |
| Национальный парк Столовая гора | Национальный парк | ЮАР                                                                                    |             |

## Семь природных чудес света от «CNN»
В 1997 году телекомпания «CNN» сделала свой список чудес природы.
| Название              | Местоположение                       | Изображение |
| --------------------- | ------------------------------------ | ----------- |
| Гранд-Каньон          | Аризона, США                         |             |
| Большой Барьерный риф | Северо-восточное побережье Австралии |             |
| Гавань Рио-де-Жанейро | Бразилия                             |             |
| Джомолунгма (Эверест) | Непал, Китай                         |             |
| Полярное сияние       | Атмосфера Земли                      |             |
| Вулкан Парикутин      | Мексика                              |             |
| Водопад Виктория      | Замбия, Зимбабве                     |             |

## 80 чудес света от «BBC»
В 2005 году телеканал «BBC» запустил в эфир серию документальных фильмов под общим названием «80 Чудес света» (англ. Around the World in 80 Treasures). В число избранных произведений искусства и архитектуры попали, в том числе, линии на плато Наска в Перу, каменные статуи Моаи на острове Пасхи, Статуя Свободы в США, крупнейший в мире буддийский комплекс Боробудур в Индонезии, императорский Запретный город и терракотовая армия в Китае, Храм Минакши в Индии, иранский Персеполь, ливийский Лептис-Магна, греческий Парфенон, Соловецкие острова в России и другие чудеса.

## Чудеса подводного мира
| По версии CEDAM International | По версии WebUrbanist (недоступная ссылка)    |
| ----------------------------- | --------------------------------------------- |
| Подводный мир Палау           | Подводные руины Александрии                   |
| Белизский Барьерный риф       | Камбейский залив, Индия                       |
| Большой Барьерный риф         | Озеро Пхаяо, Таиланд                          |
| Глубоководные морские трещины | Монумент Йонагуни, Япония                     |
| Галапагосские острова         | Гавана, Куба                                  |
| Озеро Байкал                  | Иркутская область, Республика Бурятия, Россия |
| Север Красного моря           | Азия                                          |

## Список по странам
- Семь чудес Бельгии
- Семь чудес Португалии
- Семь чудес России
- Семь чудес Украины
- Семь природных чудес Украины
- Семь чудес света Кыргызстана